# 富貴晴美
富貴晴美 （1985年6月4日—），出生於大阪，現居東京，是一位日本作曲家和鋼琴家，隸屬于株式会社インスパイア・ホールディングス，以第一名的成績畢業於國立音樂大學作曲系，後完成該系研究所的學業。

## 個人簡歷
藉由《母親編年史》成为第36屆日本電影學院獎音樂優秀獎，是最年輕的受獎者。曾三次獲得日本電影學院獎優秀音樂獎，第39屆（《日本最长的一天》）和第41届（《關原之戰》）。
全年播出的大河劇史上最年輕的《西鄉殿》的音樂擔當。
四季劇團歷史上規模最大的原創音樂劇《化物之子》和《Ghost & Lady》的音樂擔當。
為電影配樂、戲劇、電視廣告、動畫等提供音樂，也為其他樂手提供音樂、作曲和编曲。

## 主要作品

### 電視劇音樂
- 日曜劇場 SCANDAL（2008 年， TBS ）
- 非婚聯盟（2009年，東海電視台/富士電視網）
- 嵐がくれたもの（2009年，東海電視台/富士電視台系列）
- 新 美味大挑戰3 海原雄山VS究极七武士！ （2009年，富士電視台）
- 抓住明日之光系列（東海電視台/富士電視台系列）
  1. 抓住明天的光 (2010)
  2. 抓住明日之光2 (2011)
  3. 抓住明天之光-2013年夏季- (2013)
- 新娘暖簾系列（東海電視台/富士電視台系列）
  1. 新娘暖簾 (2010)
  2. 新娘暖簾 2 (2011)
  3. 新娘暖簾 3 (2014)
  4. 新娘暖簾 4 (2015)
- 初秋（2011年< CBC 60周年紀念特輯>TBS）
- 《單身母親》 （2012 年， NHK ）
- モメる門には福きたる（2013年，東海電視台/富士電視台）
- 陽台偵探系列 (TBS)
  1. 陽台偵探 (2013)
  2. 陽台偵探2 (2015)
- 向月亮祈禱（2013年，CBC電視台、 TBS新聞網制作）
- TBS週五連續劇夜のせんせい(2014, TBS)
- 登月之船（2014 年， CBC電視台制作/TBS）
- 連續電視小說《阿政》 （2014 年，NHK）
- 三個月亮（2015 年，CBC 電視制作/TBS 系列）
- 嵐の涙〜私たちに明日はある〜（2016年，东海电视台/富士电视台）
- 舞蹈！神樂姬（2016年，NHK BS Premium）
- 首相閣下的料理人（2016年朝日電視台）
- 失心～想要觸摸彩虹的女人～（2016年，CBC電視台制作/TBS系列）
- 媽媽，不當您女兒可以嗎？ （2017 年，NHK）
- 絆〜奔跑，奇蹟的小馬〜 （2017年3月23日至24日，NHK）
- 櫻花親子丼系列（東海電視台/富士電視台系列）
  1. 櫻花親子丼 (2017)
  2. 櫻花親子丼2 (2018)
  3. 櫻花親子丼3 (2020)
- 特别劇《依然相爱》 （2018年10月6日， CBC制作/ TBS系列）
- 秃鷲（2018年，朝日電視台）
- 大河剧《西鄉殿》 （2018年，NHK）
- 我的初戀情人（2019，朝日電視台）
- 流星家族（2020、東海電視台/富士電視台）
- 海妖的懺悔(2020, WOWOW)
- 被擦掉的初戀（2021年，朝日電視台）
- 二十四之眼（2022 年，NHK）
- 電視劇《飛舞吧！》 （2022 年，NHK） [1]
- 沼澤。港區女子高中（2023年，日本電視台）
- 《表影》 （2023 年，NHK）
- 那不是抄襲嗎？ （2023年，日本電視台）[2]

### 動畫音樂
- 琴之森（NHK）
  1. 第一季（2018）
  2. 第二季（2019）
- 弦音 -風舞高中弓道部 - (2019, NHK)
- 菜鳥煉金術師開店營業中（2022）[3]

### 電影音樂
- 審理（監督：原田昌樹）（2008年）
- 山のあなた〜徳市の恋〜（監督：石井克人）（2008年）
- 餘命（監督：生野慈朗）（2009年）
- 京都太秦物語（監督：山田洋次・阿部勉）（2010年）
- 曇天クラッシュ（監督：高橋康進）（2011年）
- 母親編年史（監督：原田眞人）（2012年公開）
- 起始之始（監督：原恵一）（2013年）
- RETURN（監督：原田眞人）（2013年）
- 人生彆氣餒（監督：深川栄洋）（2013年）
- 投靠女與出走男（監督：原田眞人）（2015年）
- 日本最長的一日（監督：原田眞人）（2015年）
- 百日紅 〜Miss HOKUSAI〜（監督：原恵一）（2015年）
- 撫摸大象（監督：佐佐部清）（2017年）
- 今天的吉良同學（監督：川村泰祐）（2017年）
- シネマ歌舞伎・東海道中膝栗毛 （監督：浜本正機）（2017年）
- 關原之戰（監督：原田眞人）（2017年）
- 嘘八百（監督：武正晴）（2018年）
  1. 嘘八百2 〜京町ロワイヤル〜（監督：武正晴）（2020年）
  2. 嘘八百3 〜なにわ夢の陣〜（監督：武正晴）（2023年）
- 愛上謊言的女人（監督：中江和仁）（2018年）
- 不能犯（監督：白石晃士）（2018年）
- 檢方的罪人（監督：原田眞人）（2018年）
- 姐姐的私廚（監督：生野慈朗）（2018年）
- 家族的色彩（監督：吉田康弘）（2018年）
- 三更半夜居然要吃香蕉？（監督：前田哲）（2018年）
- 地獄少女（監督：白石晃士）（2019年）
- 生日幻境（監督：原恵一）（2019年）
- 數碼寶貝 LAST EVOLUTION 絆（監督：田口智久）（2020年）
- Hotel Royal（監督：武正晴）（2020年）
- 大綱引きの恋（監督：佐々部清）（2021年）
- 養老金都沒了啦！（監督：前田哲）（2021年）[4]
- 總理之夫（監督：河合勇人）（2021年）
- 接棒家族（監督：前田哲）（2021年）
- 你遺落的藍天（監督：Yuki Saito）（2022年）[5]
- 鹿王 尤娜與約定之旅（監督：安藤雅司、宮地昌幸）（2022年）
- 夏天的隧道，再見的出口（監督：田口智久）（2022年）[6]
- 鏡之孤城（監督：原恵一）（2022年）[7]
- 數碼寶貝02 THE BEGINNING（監督：田口智久）（2023年）
- 不能說的·秘密（日本版）（監督：河合勇人）（2024年）[8]

## 獲獎歷
- 第26届Gen -On新人奖第一名
- 第36届日本电影学院奖优秀音乐奖（《母亲的编年史》）
- 第39届日本学院奖音乐优秀奖（“日本最長的一日”） [9]
- 第41届日本学院奖音乐优秀奖（《关原》）
- 入选第16届东京国际室内乐作曲比赛
- 入选TIAA全日本作曲比赛
- 博物馆打击乐比赛第二名

## 註腳
1. ↑  朝ドラ『舞いあがれ！』作曲家・富貴晴美さん、作品の根底にあるのは現代音楽とロシア音楽 （页面存档备份，存于） Webマガジン「ONTOMO」
2. ↑  日本テレビ放送網株式会社. . 日本テレビ.   [2023-09-15]. （原始内容存档于2023-04-12） （日语）.
3. ↑  . TVアニメ「新米錬金術師の店舗経営」公式サイト.   [2023-09-15]. （原始内容存档于2022-04-08） （日语）.
4. ↑  . rougo-noshikin.jp.   [2023-09-15]. （原始内容存档于2023-03-26） （日语）.
5. ↑  ,   [2023-09-15], （原始内容存档于2022-05-25） （日语）
6. ↑  . STAFF | 映画『夏へのトンネル、さよならの出口』公式サイト.   [2023-09-15]. （原始内容存档于2023-07-05） （日语）.
7. ↑  . 映画『かがみの孤城』公式サイト.   [2023-09-15]. （原始内容存档于2022-03-13） （日语）.
8. ↑  GAGA. . 映画『言えない秘密』公式サイト.   [2024-03-17]. （原始内容存档于2024-07-15） （日语）.
9. ↑  . 日本アカデミー賞公式サイト.   [2016-01-22]. （原始内容存档于2018-12-06）.

## 外部連結
- 富贵晴美官方网站 （页面存档备份，存于）
- 富貴晴美的X（前Twitter）
- 富貴晴美的Instagram帳戶
- YouTube上的はるじゅうちゃんねる頻道
- 富貴晴美的Facebook專頁